# 5059 Saroma
5059 Saroma è un asteroide della fascia principale. Scoperto nel 1988, presenta un'orbita caratterizzata da un semiasse maggiore pari a 2,5924737 UA e da un'eccentricità di 0,1338654, inclinata di 12,63554° rispetto all'eclittica.